# 경원전문대학
경원전문대학은 경기도 성남시 수정구에 있었던 사립 전문대학이다.

## 연혁
- 1979년 3월 1일 : 경원공업전문대학으로 개교
- 1990년 3월 1일 : 경원전문대학으로 변경
- 1998년 12월 : 제5대 이사장 이길여 박사 취임
- 2007년 2월 28일 : 경원대학교와 통합으로 인해 폐교.[1]

## 같이 보기
- 경원대학교
- 가천대학교